# Кербез. Шалений втікач
«Кербез. Шалений втікач» — радянський художній фільм 1989 року, знятий режисером Георгієм Ніколаєнком на кіностудії «Киргизфільм».

## Сюжет
Фільм присвячений 125-річчю від дня народження киргизького співака-імпровізатора та поета Токтогула Сатилганова.

## У ролях
- Дюйшен Байтобетов — Токтогул
- Калик Акматов — Токтогул у молодості
- Акилбек Мураталієв — Керімбай
- Акилбек Абдикаликов — Дийканбай
- Кумендор Абилов — Арзимат
- Марат Алішпаєв — Ніязали
- Даркуль Куюкова — мати Токтогула
- Сабіра Кумушалієва — Курманджан-датка
- Микола Мерзлікін — Степан
- Раїса Рязанова — Авдотья
- Л. Бубнов — батько
- І. Яковлєв — священик
- Циден Бадмаєв — шаман
- Т. Садиков — чабан
- Нурлибай Єсімгалієв — мисливець
- Гульнара Абдикадирова — жінка з дитиною

## Знімальна група
- Режисер — Георгій Ніколаєнко
- Сценарист — Кадиркул Омуркулов
- Оператори — Шайлобек Аликулов, Василь Соколов
- Композитор — Сатілган Осмонов
- Художники — Олексій Макаров, Асатилла Тешебаєв